# Mohite (clan)
Mohite es un clan Maratha . El nombre del clan también se utiliza como el apellido por los miembros del clan.

Bandera de los Maratha

## Historia
La primera mención del nombre mohita se encuentra en Shivabharat, un poema sánscrito del siglo XVII. El Mohite en ese momento sirvió a la Nizamshahi, la  Adilshahi de Bijapur al igual que a otros clanes marathas como Bhosale, Ghorpade, Más, Shirke etc. Una de las esposas de Shahaji, Tukabai, vino de la familia Mohite. Su hijo, Venkoji, gobernó el reino Maratha de Tanjore. La sobrina de Tukabai, Soyarabai († 1680), se convirtió en la segunda esposa de Shivaji. La famosa mujer guerrera maratha  Tarabai (1675-1761), la esposa de Rajaram, también era del clan Mohite. Con el ascenso de Shivaji, los mohitas se convirtieron en sus generales de confianza. En el conflicto interno entre los miembros de la familia Bhosale después de la muerte de Shivaji en 1680, el propio hermano y jefe del ejército de Soyarabai, Hambirrao Mohite, se cambió de bando para apoyar lo reclamado por Sambhaji para el trono de Maratha. Bhavanji Mohite fue el comandante de la base naval de Maratha en Malvan en los primeros años del siglo XVIII.

En el siglo XVIII, Burhanji Mohite tuvo una gran influencia sobre el esposo de su hermana, Raghuji Bhosale, el gobernante del reino de Nagpur. La otra hermana de Burhanji, Sagunabai, estaba casada con Maratha Chhatrapati  Shahu.

## Época moderna
Varios miembros del clan Mohite han estado a la vanguardia de la política en el estado de Maharashtra. Durante el período 1960-1990, la ruta al poder en el estado fue a través de las instituciones locales y los ingenios azucareros cooperativos. Los dos mohitas que lograron influencia en la política estatal a través de esta ruta eran Shankarrao Mohite-Patil y Yashwantrao Mohite. Muchos miembros de la familia de Shankarao han estado activos en la política de Maharashtra. Su hijo, Vijaysinh Mohite-Patil fue el viceministro jefe de Maharashtra en 2004.

## Notables
- Shankarraoji Mohite, camarada del rey Shivaji, que estuvo presente en Pratapgad cuando Shivaji mató a Afzalkhan
- Pilaji Mohite, camarada del rey Shivaji, que estuvo presente en Pratapgad cuando Shivaji mató a Afzalkhan.[6]
- Sambhajirao Mohite, maratha sardar y gobernante de Talbid
- Hambirao Mohite, comandante en jefe del ejército de Maratha y hermano de Soyarabai. Sus descendientes habitan en Talbid.
- Shankarrao Mohite-Patil, uno de los barones cooperativistas del azúcar y legislador del partido del Congreso. Atrajo mucha notoriedad por la ceremonia de boda opulenta de su hija en el momento de la grave sequía en Maharashtra a principios de los años setenta.[7]
- Vijaysinh Mohite-Patil (1944-) -Consejero viceministro de Maharashtra.Son de Shankarrao Mohite-Patil.
- Yashwantrao Mohite (1920 - 2009) - luchador indio por la libertad, activista del movimiento Samyukta Maharashtra, cooperativista azucarero, ministro del Partido del Congreso

### Marathi
- Balagi Nathugi Gavand; Govind Moroba Karlekar (1997). Kshytriya Marathyanchi Vanshavali and Shannavkuli aani Surya, Som, Bhramh and Sheshvant. Tukaram book Depo, Madhavbag, Mumbai 4.
- Bhramibhoot sadguru param pujya Moredada (11 de julio de 2002). Shree Shatradharma, Prachalit and pramikh kshtravansh and tyanche gotra, pravar, kuldaivat, kuldevata a Devak. Shree Swami Samarth Seva And Adhyatmik vikas pradhan kendra District Nasik, Taluka Dindori, Maharashtra state.
- Gopal Dajiba Dalwi (1912). Maratha Kulancha Etihas. 1-6. Induprakash Press, Mumbai.

### English
- A History of the Mahrattas by James Grant Duff and Stephen Meredyth Edwardes. Revised edition published by H. Milford, Oxford university press, 1921. Item notes: v. 2. Original from Harvard University. Digitized 7 Jul 2005. 573 pages
- Elements amongst the Marathas by Vidyanand Swami Shrivastavya. Published by Published by D.K. Shrivastavya for Aitihasik Gaurav Grantha Mala, 1952. Item notes: v. 1. Original from the University of Michigan. Digitized 2 Aug 2007. 228 pages
- The rise and fall of the Maratha Empire by Rajaram Vyankatesh Nadkarnia. Published by Popular Prakashan, 1966. Original from the University of Michigan. Digitized 1 Aug 2007. 410 pages
- The Mughal-Maratha relations: twenty five fateful years, 1682-1707 by G. T. Kulkarni. Published by the Department of History, Deccan College Post-Graduate Research Institute, 1983. Original from the University of Michigan. Digitized 9 Aug 2007. 285 pages
- Lectures on Maratha Mughal relations, 1680-1707 by Setumadhava Rao Pagdi, Nagpur University. Published by Printed at Nagpur Vidyapeeth Mudranalaya, 1966. Original from the University of Michigan. Digitized 11 Jul 2006. 156 pages
- The Life and Exploits of Shivāji by Krishnáji Anant and Jagannáth Lakshuman Mánkar. Second edition. Published by s.n., 1886. Original from Oxford University. Digitized 22 Nov 2007. 112 pages
- Maharashtra State Gazetteers by Gazetteers Department, Maharashtra (India). Revised edition. Published by Directorate of Govt. Print., Stationery and Publications, Maharashtra State, 1968. Item notes: v. 13. Original from the University of California. Digitized 25 Jan 2008.

- Datos: Q6894219